# Suicide (breakdance)
Een suicide is een beweging in de breakdance waarbij de danser zich vanuit een setje of routine op zijn rug laat vallen. Een suicide waarna de danser zijn lichaam meteen weer in verticale positie brengt wordt coindrop genoemd.
De suicide kondigt vaak het einde van het danssetje aan. Het is bij een suicide de bedoeling om het zo hard en pijnlijk mogelijk eruit te laten zien, er worden dan ook suicides gedaan uit bijvoorbeeld headspins of zelfs salto's en andere flips. Ondanks dat het er pijnlijk uit moet zien en reacties uit het publiek uit moet lokken, is het de bedoeling om zo min mogelijk te pijn te krijgen, door bijvoorbeeld de klap op te vangen met de schouderbladen. 
Naast de standaard suicide is er een variatie waarbij de danser zichzelf na de val weer in verticale positie brengt. Deze move wordt de coindrop wordt genoemd: nadat de danser zich vanuit een staande positie op zijn bovenrug gooit, trekt hij zijn benen in, duwt deze tegen de borst (zoals in een backspin) en trapt deze vervolgens weer uit. Terwijl hij dit doet duwt hij zich met zijn handen van de grond en landt weer op zijn benen. Er kan ook voor gekozen worden om, in plaats van op de benen te landen, een draai om de as boven de grond te maken, en weer vol op de rug te landen, zoals bij een normale suicide. In tegenstelling tot een suicide hoeft een coindrop niet het einde van een setje aan te geven. Het is vaak een begin, waarbij de danser na de toprock een coindrop uitvoert en dan verdergaat met een setje, of het kan in een setje worden gebruikt, vanaf een lage positie, om vanuit daar verder te gaan.
De beweging is ontworpen door Frosty Freeze, een bekend lid van de Rock Steady Crew, al beweert ook Powerful Pexster van de New York City Breakers de move te hebben bedacht. 